# République tchèque aux Jeux olympiques de la jeunesse d'hiver de 2012
La République tchèque a participé aux Jeux olympiques de la jeunesse d'hiver de 2012 à Innsbruck en Autriche du 13 au 22 janvier 2012. L'équipe tchèque était composée de 24 athlètes dans 11 sports différents.

## Médaillés
| Médaille | Nom              | Sport            | Épreuve          | Date       |
| -------- | ---------------- | ---------------- | ---------------- | ---------- |
| Or       | Tomas Portyk     | Combiné nordique | Individuel       | 15 janvier |
| Argent   | Veronika Camkova | Ski acrobatique  | Ski cross femmes | 21 janvier |

## Résultats

### Ski alpin
Hommes
| Athlète       | Épreuve      | Finale        | Finale   | Finale        | Finale |
| Athlète       | Épreuve      | Manche 1      | Manche 2 | Total         | Rang   |
| ------------- | ------------ | ------------- | -------- | ------------- | ------ |
| Martin Stepan | Slalom       | 44 s 12       | 40 s 86  | 1 min 24 s 98 | 19     |
| Martin Stepan | Slalom géant | 1 min 01 s 25 | 59 s 02  | 2 min 00 s 27 | 22     |
| Martin Stepan | Super-G      |               |          | 1 min 06 s 24 | 14     |
| Martin Stepan | Combiné      | 1 min 06 s 04 | 38 s 08  | 1 min 44 s 12 | 13     |

Femmes
| Athlète             | Épreuve      | Finale        | Finale           | Finale           | Finale           |
| Athlète             | Épreuve      | Manche 1      | Manche 2         | Total            | Rang             |
| ------------------- | ------------ | ------------- | ---------------- | ---------------- | ---------------- |
| Dominika Drozdikova | Slalom       | 45 s 79       | 40 s 59          | 1 min 26 s 38    | 10               |
| Dominika Drozdikova | Slalom géant | 59 s 97       | 1 min 00 s 84    | 2 min 00 s 81    | 16               |
| Dominika Drozdikova | Super-G      |               |                  | 1 min 08 s 47    | 18               |
| Dominika Drozdikova | Combiné      | 1 min 08 s 30 | N'a pas terminée | N'a pas terminée | N'a pas terminée |

### Biathlon
La République tchèque a qualifié une équipe complète en biathlon avec 2 hommes et 2 femmes.
Hommes
| Athlète       | Épreuve   | Finale        | Finale  | Finale |
| Athlète       | Épreuve   | Temps         | Manqués | Rang   |
| ------------- | --------- | ------------- | ------- | ------ |
| Ondřej Hošek  | Sprint    | 21 min 55 s 5 | 3       | 23     |
| Ondřej Hošek  | Poursuite | 33 min 09 s 6 | 7       | 22     |
| Adam Václavík | Sprint    | 20 min 32 s 5 | 1       | 8      |
| Adam Václavík | Poursuite | 31 min 07 s 2 | 8       | 12     |

Femmes
| Athlète         | Épreuve   | Finale        | Finale  | Finale |
| Athlète         | Épreuve   | Temps         | Manqués | Rang   |
| --------------- | --------- | ------------- | ------- | ------ |
| Erika Jislová   | Sprint    | 19 min 18 s 4 | 1       | 16     |
| Erika Jislová   | Poursuite | 34 min 04 s 7 | 7       | 28     |
| Jessica Jislová | Sprint    | 18 min 19 s 5 | 0       | 6      |
| Jessica Jislová | Poursuite | 29 min 10 s 2 | 2       | 7      |

Mixte
| Athlète                                                  | Épreuve                           | Finale            | Finale  | Finale |
| Athlète                                                  | Épreuve                           | Temps             | Manqués | Rang   |
| -------------------------------------------------------- | --------------------------------- | ----------------- | ------- | ------ |
| Erika Jislová Jessica Jislová Adam Václavík Ondřej Hošek | Relais mixte                      | 1 h 17 min 11 s 5 | 1+15    | 7      |
| Jessica Jislová Petra Hynčicová Adam Václavík Petr Knop  | Relais mixte ski de fond/biathlon | 1 h 07 min 34 s 5 | 3+8     | 12     |

### Ski de fond
La République tchèque a qualifié un homme et une femme.
Homme
| Athlète   | Épreuve | Finale        | Finale |
| Athlète   | Épreuve | Temps         | Rang   |
| --------- | ------- | ------------- | ------ |
| Petr Knop | 10 km   | 30 min 44 s 8 | 9      |

Femme
| Athlète         | Épreuve | Finale        | Finale |
| Athlète         | Épreuve | Temps         | Rang   |
| --------------- | ------- | ------------- | ------ |
| Petra Hyncicova | 5 km    | 17 min 38 s 6 | 30     |

Sprint
| Athlète         | Épreuve       | Qualification | Qualification | Quart de finale | Quart de finale | Demi-finale  | Demi-finale  | Finale        | Finale        |
| Athlète         | Épreuve       | Total         | Rang          | Total           | Rang            | Total        | Rang         | Total         | Rang          |
| --------------- | ------------- | ------------- | ------------- | --------------- | --------------- | ------------ | ------------ | ------------- | ------------- |
| Petr Knop       | Sprint hommes | 1 min 50 s 18 | 29 Q          | 1 min 50 s 6    | 3               | Non qualifié | Non qualifié | Non qualifié  | Non qualifié  |
| Petra Hyncicova | Sprint femmes | 2 min 02 s 58 | 17 Q          | 2 min 01 s 9    | 1 Q             | 2 min 01 s 2 | 5            | Non qualifiée | Non qualifiée |

Mixte
| Athlète                                                 | Épreuve                           | Finale            | Finale  | Finale |
| Athlète                                                 | Épreuve                           | Temps             | Manqués | Rang   |
| ------------------------------------------------------- | --------------------------------- | ----------------- | ------- | ------ |
| Jessica Jislová Petra Hyncicova Adam Václavík Petr Knop | Relais mixte ski de fond/biathlon | 1 h 07 min 34 s 5 | 3+8     | 12     |

### Curling

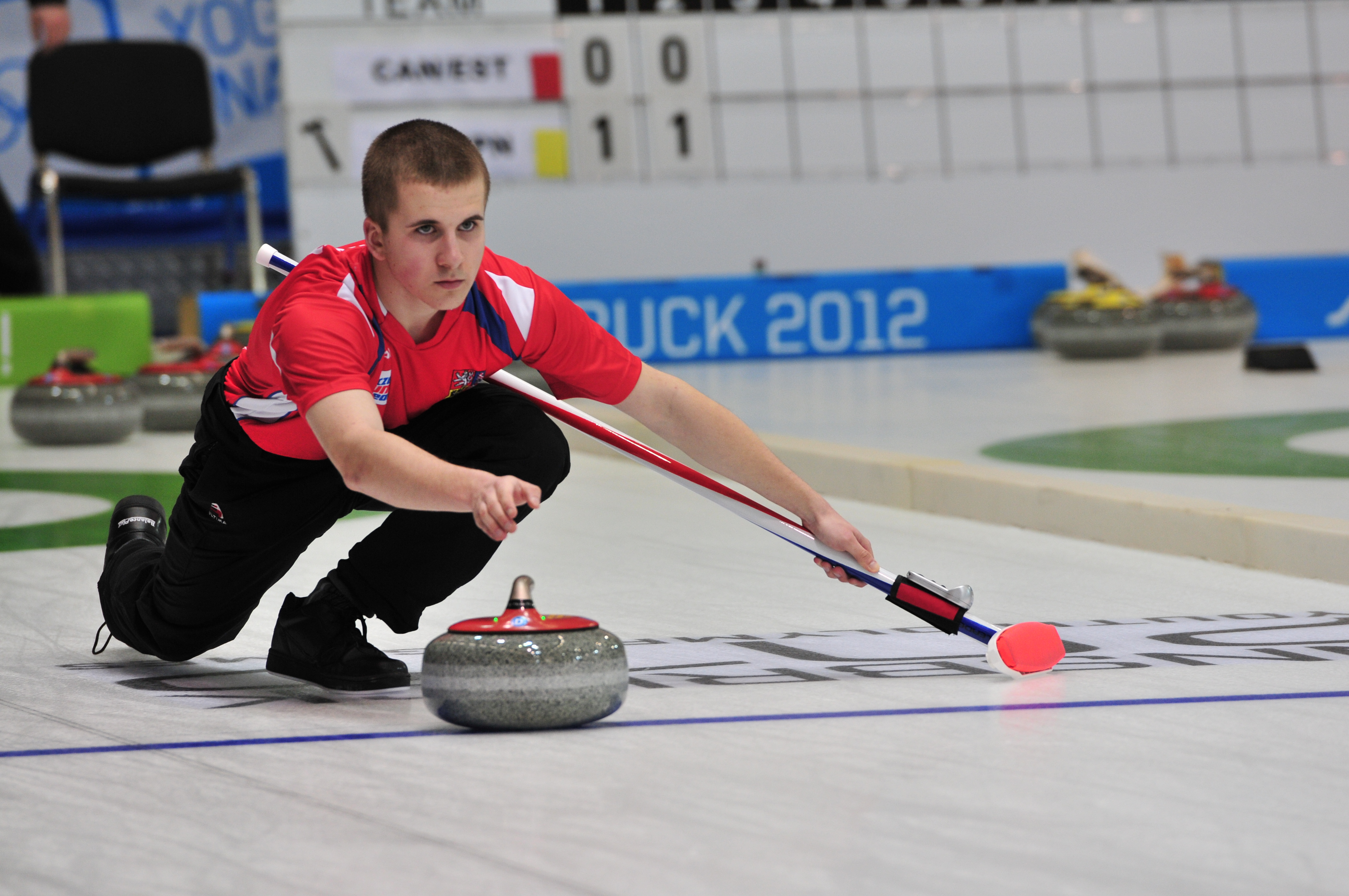
Marek Černovský aux Jeux olympiques de la jeunesse d'hiver de 2012

La République tchèque a qualifié une équipe mixte.
Équipe mixte
- Skip: Marek Černovský
- Third: Alzbeta Baudysová
- Second: Krystof Krupanský
- Lead: Zuzana Hruzová

#### Équipe mixte
| Groupe Bleu        | Skip             | V | D |
| ------------------ | ---------------- | - | - |
| États-Unis         | Korey Dropkin    | 7 | 0 |
| Suisse             | Michael Brunner  | 6 | 1 |
| République tchèque | Marek Černovský  | 4 | 3 |
| Chine              | Bai Yang         | 3 | 4 |
| Norvège            | Markus Skogvold  | 3 | 4 |
| Corée du Sud       | Kang Sue-yeon    | 2 | 5 |
| Nouvelle-Zélande   | Luke Steele      | 2 | 5 |
| Estonie            | Robert-Kent Päll | 1 | 6 |

##### Résultats du tour principal
| A                                | 1 | 2 | 3 | 4 | 5 | 6 | 7 | 8 | 9 | 10 | Total |
| -------------------------------- | - | - | - | - | - | - | - | - | - | -- | ----- |
| Corée du Sud (Kang)              | 0 | 0 | 2 | 1 | 0 | 0 | 0 | X |   |    | 3     |
| République tchèque (Černovský) X | 1 | 0 | 0 | 0 | 2 | 0 | 3 | X |   |    | 6     |

| D                              | 1 | 2 | 3 | 4 | 5 | 6 | 7 | 8 | 9 | 10 | Total |
| ------------------------------ | - | - | - | - | - | - | - | - | - | -- | ----- |
| République tchèque (Černovský) | 0 | 2 | 0 | 2 | 0 | 3 | 2 | X |   |    | 9     |
| Estonie (Päll) X               | 2 | 0 | 1 | 0 | 1 | 0 | 0 | X |   |    | 4     |

| B                                | 1 | 2 | 3 | 4 | 5 | 6 | 7 | 8 | 9 | 10 | Total |
| -------------------------------- | - | - | - | - | - | - | - | - | - | -- | ----- |
| Norvège (Skogvold)               | 3 | 0 | 1 | 0 | 0 | 0 | 1 | 0 |   |    | 5     |
| République tchèque (Černovský) X | 0 | 2 | 0 | 0 | 1 | 2 | 0 | 3 |   |    | 8     |

| C                              | 1 | 2 | 3 | 4 | 5 | 6 | 7 | 8 | 9 | 10 | Total |
| ------------------------------ | - | - | - | - | - | - | - | - | - | -- | ----- |
| République tchèque (Černovský) | 0 | 1 | 0 | 0 | 3 | 0 | 1 | 0 |   |    | 5     |
| Chine (Bai) X                  | 1 | 0 | 2 | 0 | 0 | 2 | 0 | 1 |   |    | 6     |

| B                              | 1 | 2 | 3 | 4 | 5 | 6 | 7 | 8 | 9 | 10 | 11 | Total |
| ------------------------------ | - | - | - | - | - | - | - | - | - | -- | -- | ----- |
| République tchèque (Černovský) | 0 | 0 | 0 | 0 | 1 | 0 | X | X |   |    | 1  | 2     |
| États-Unis (Dropkin) X         | 4 | 2 | 2 | 0 | 1 | X | X |   |   |    | 11 |       |

| A                              | 1 | 2 | 3 | 4 | 5 | 6 | 7 | 8 | 9 | 10 | Total |
| ------------------------------ | - | - | - | - | - | - | - | - | - | -- | ----- |
| République tchèque (Černovský) | 0 | 2 | 2 | 0 | 3 | 0 | 2 | X |   |    | 9     |
| Nouvelle-Zélande (Steele) X    | 1 | 0 | 0 | 2 | 0 | 1 | 0 | X |   |    | 4     |

| D                              | 1 | 2 | 3 | 4 | 5 | 6 | 7 | 8 | 9 | 10 | Total |
| ------------------------------ | - | - | - | - | - | - | - | - | - | -- | ----- |
| Suisse (BManchener) X          | 0 | 1 | 4 | 0 | 2 | 0 | 1 | X |   |    | 8     |
| République tchèque (Černovský) | 0 | 0 | 0 | 1 | 0 | 3 | 0 | X |   |    | 4     |

##### Quart de finale
| A                                | 1 | 2 | 3 | 4 | 5 | 6 | 7 | 8 | 9 | 10 | Total |
| -------------------------------- | - | - | - | - | - | - | - | - | - | -- | ----- |
| Canada (Scoffin)                 | 2 | 0 | 1 | 0 | 0 | 2 | 1 | 0 |   |    | 7     |
| République tchèque (Černovský) X | 0 | 2 | 0 | 3 | 2 | 0 | 0 | 0 |   |    | 6     |

#### Doubles mixtes

##### 16ede finale
| D                                           | 1 | 2 | 3 | 4 | 5 | 6 | 7 | 8 | 9 | 10 | Total |
| ------------------------------------------- | - | - | - | - | - | - | - | - | - | -- | ----- |
| Mikhail Vaskov (RUS) Zuzana Hrůzová (CZE) X | 0 | 5 | 1 | 1 | 1 | 1 | 1 | X |   |    | 10    |
| Marie Turmann (EST) Alessandro Zoppi (ITA)  | 3 | 0 | 0 | 0 | 0 | 0 | 0 | X |   |    | 3     |

| D                                             | 1 | 2 | 3 | 4 | 5 | 6 | 7 | 8 | 9 | 10 | Total |
| --------------------------------------------- | - | - | - | - | - | - | - | - | - | -- | ----- |
| Kang Sue-yeon (KOR) Krystof Krupanský (CZE) X | 3 | 1 | 0 | 3 | 0 | 2 | 1 | X |   |    | 10    |
| Daniel Rothballer (GER) Arianna Losano (ITA)  | 0 | 0 | 2 | 0 | 3 | 0 | 0 | X |   |    | 5     |

| D                                         | 1 | 2 | 3 | 4 | 5 | 6 | 7 | 8 | 9 | 10 | Total |
| ----------------------------------------- | - | - | - | - | - | - | - | - | - | -- | ----- |
| Marek Černovský (CZE) Rachel Hannen (GBR) | 0 | 2 | 1 | 2 | 0 | 0 | 2 | 1 |   |    | 8     |
| Denise Pimpini (ITA) David Weyer (NZL) X  | 2 | 0 | 0 | 0 | 2 | 1 | 0 | 0 |   |    | 5     |

| D                                            | 1 | 2 | 3 | 4 | 5 | 6 | 7 | 8 | 9 | 10 | Total |
| -------------------------------------------- | - | - | - | - | - | - | - | - | - | -- | ----- |
| Alzbeta Baudyšová (CZE) Bai Yang (CHN)       | 0 | 0 | 0 | 5 | 1 | 0 | 3 | 0 |   |    | 9     |
| Amos Mosaner (ITA) Irena Brettbacher (AUT) X | 1 | 1 | 1 | 0 | 0 | 4 | 0 | 3 |   |    | 10    |

##### 8ede finale
| A                                           | 1 | 2 | 3 | 4 | 5 | 6 | 7 | 8 | 9 | 10 | Total |
| ------------------------------------------- | - | - | - | - | - | - | - | - | - | -- | ----- |
| Corryn Brown (CAN) Martin Reichel (AUT) X   | 1 | 1 | 1 | 2 | 0 | 1 | 1 | 0 |   |    | 7     |
| Kang Sue-yeon (KOR) Krystof Krupanský (CZE) | 0 | 0 | 0 | 0 | 2 | 0 | 0 | 2 |   |    | 4     |

| B                                                  | 1 | 2 | 3 | 4 | 5 | 6 | 7 | 8 | 9 | 10 | Total |
| -------------------------------------------------- | - | - | - | - | - | - | - | - | - | -- | ----- |
| Anastasia Moskaleva (RUS) Tsukasa Horigome (JPN) X | 1 | 0 | 2 | 2 | 1 | 1 | X | X |   |    | 7     |
| Marek Černovský (CZE) Rachel Hannen (GBR)          | 0 | 1 | 0 | 0 | 0 | 0 | X | X |   |    | 1     |

| A                                           | 1 | 2 | 3 | 4 | 5 | 6 | 7 | 8 | 9 | 10 | Total |
| ------------------------------------------- | - | - | - | - | - | - | - | - | - | -- | ----- |
| Thomas Scoffin (CAN) Kelsi Heath (NZL)      | 0 | 1 | 0 | 1 | 1 | 0 | 2 | 0 |   |    | 5     |
| Mikhail Vaskov (RUS) Zuzana Hrůzová (CZE) X | 2 | 0 | 1 | 0 | 0 | 1 | 0 | 2 |   |    | 6     |

##### Quart de finale
| B                                                 | 1 | 2 | 3 | 4 | 5 | 6 | 7 | 8 | 9 | 10 | Total |
| ------------------------------------------------- | - | - | - | - | - | - | - | - | - | -- | ----- |
| Michael BManchener (SUI) Nicole Muskatewitz (GER) | 0 | 0 | 1 | 2 | 1 | 0 | 3 | 1 |   |    | 8     |
| Mikhail Vaskov (RUS) Zuzana Hrůzová (CZE) X       | 1 | 1 | 0 | 0 | 0 | 1 | 0 | 0 |   |    | 3     |

### Patinage artistique
La République tchèque a qualifié un couple en danse sur glace.
| Athlète                        | Épreuve         | PC/DO  | PC/DO | PL/DL  | PL/DL | Total | Rang |
| Athlète                        | Épreuve         | Points | Rang  | Points | Rang  | Total | Rang |
| ------------------------------ | --------------- | ------ | ----- | ------ | ----- | ----- | ---- |
| Alexander Sinicyn Jana Cejkova | Danse sur glace | 37,38  | 8     | 55,34  | 7     | 92,72 | 7    |

Mixte
| Athlètes                                                                                      | Épreuve            | Hommes | Hommes | Hommes | Femmes | Femmes | Femmes | Danse sur glace | Danse sur glace | Danse sur glace | Total  | Total |
| Athlètes                                                                                      | Épreuve            | Score  | Rang   | Points | Score  | Rang   | Points | Score           | Rang            | Points          | Points | Rang  |
| --------------------------------------------------------------------------------------------- | ------------------ | ------ | ------ | ------ | ------ | ------ | ------ | --------------- | --------------- | --------------- | ------ | ----- |
| Équipe 3 Carlo Vittorio Palermo (ITA) Anaïs Ventard (FRA) Jana Cejkova/Alexandr Sinicyn (CZE) | Trophée par équipe | 75,71  | 7      | 2      | 76,09  | 4      | 5      | 54,72           | 5               | 4               | 11     | 8     |

### Ski acrobatique
La République tchèque a qualifié une équipe complète d'un homme et une femme.
Ski cross
| Athlète          | Épreuve          | Qualification | Qualification | 1/4 de finale | Demi-finale | Finale   |
| Athlète          | Épreuve          | Temps         | Rang          | Rang          | Rang        | Rang     |
| ---------------- | ---------------- | ------------- | ------------- | ------------- | ----------- | -------- |
| Vaclav Klems     | Ski cross hommes | 59 s 61       | 15            | Annulées      | Annulées    | Annulées |
| Veronika Camkova | Ski cross femmes | 58 s 63       | 2             | Annulées      | Annulées    | Annulées |

### Luge
La République tchèque a qualifié une femme.
Femme
| Athlète          | Épreuve       | Manche 1 | Manche 2 | Total          | Rang |
| ---------------- | ------------- | -------- | -------- | -------------- | ---- |
| Vendula Kotenova | Simple femmes | 40 s 809 | 40 s 857 | 1 min 21 s 666 | 10   |

### Combiné nordique
La République tchèque a qualifié un athlète en combiné nordique.
Homme
| Athlète      | Épreuve           | Saut à ski | Saut à ski | Ski de fond | Ski de fond   | Finale        | Finale |
| Athlète      | Épreuve           | Points     | Rang       | Retard      | Temps ski     | Total Temps   | Rang   |
| ------------ | ----------------- | ---------- | ---------- | ----------- | ------------- | ------------- | ------ |
| Tomas Portyk | Individuel hommes | 129,8      | 5          | 0 min 31    | 26 min 00 s 4 | 26 min 31 s 4 | 1      |

### Patinage de vitesse sur piste courte
La République tchèque a qualifié un homme.
Homme
| Athlète       | Épreuve        | Quart de finales | Quart de finales | Demi-finale    | Demi-finale | Finale         | Finale |
| Athlète       | Épreuve        | Temps            | Rang             | Temps          | Rang        | Temps          | Rang   |
| ------------- | -------------- | ---------------- | ---------------- | -------------- | ----------- | -------------- | ------ |
| Michal Prokop | 500 m hommes   | 1 min 03 s 050   | 4 qCD            | 48 s 148       | 3 qD        | -              | 1      |
| Michal Prokop | 1 000 m hommes | 1 min 36 s 489   | 3 qCD            | 1 min 38 s 044 | 3 qD        | 1 min 36 s 324 | 2      |

Mixte
| Athlète                                                                             | Épreuve              | Demi-finale    | Demi-finale | Finale   | Finale   |
| Athlète                                                                             | Épreuve              | Temps          | Rang        | Temps    | Rang     |
| ----------------------------------------------------------------------------------- | -------------------- | -------------- | ----------- | -------- | -------- |
| Équipe H Anna Gamorina (RUS) Hyo Jun Lim (KOR) Aafke Soet (NED) Michal Prokop (CZE) | Relais mixte par CNO | 4 min 26 s 027 | 2 Q         | Pénalité | Pénalité |

### Saut à ski
La République tchèque a qualifié un homme et une femme en saut à ski.
Homme
| Athlète         | Épreuve           | 1er saut | 1er saut | 2e saut  | 2e saut | Total  | Total |
| Athlète         | Épreuve           | Distance | Points   | Distance | Points  | Points | Rang  |
| --------------- | ----------------- | -------- | -------- | -------- | ------- | ------ | ----- |
| Tomas Friedrich | Individuel hommes | 74,0 m   | 127,9    | 70,5 m   | 118,5   | 246,4  | 6     |

Femme
| Athlète          | Épreuve           | 1er saut | 1er saut | 2e saut  | 2e saut | Total  | Total |
| Athlète          | Épreuve           | Distance | Points   | Distance | Points  | Points | Rang  |
| ---------------- | ----------------- | -------- | -------- | -------- | ------- | ------ | ----- |
| Natalie Dejmkova | Individuel femmes | 64,5 m   | 99,1     | 63,5 m   | 97,2    | 196,3  | 6     |

Équipe avec combiné nordique
| Athlète                                       | Épreuve      | 1er tour | 2e tour | Total | Rang |
| --------------------------------------------- | ------------ | -------- | ------- | ----- | ---- |
| Natalie Dejmkova Tomas Portyk Tomas Friedrich | Équipe mixte | 239,3    | 298,2   | 537,5 | 8    |

### Snowboard
La République tchèque a qualifié un homme et une femme en snowboard.
Homme
| Athlète        | Épreuve              | Qualification | Qualification | Qualification | Demi-finale  | Demi-finale  | Demi-finale  | Finale       | Finale       | Finale       |
| Athlète        | Épreuve              | Manche 1      | Manche 2      | Rang          | Manche 1     | Manche 2     | Rang         | Manche 1     | Manche 2     | Rang         |
| -------------- | -------------------- | ------------- | ------------- | ------------- | ------------ | ------------ | ------------ | ------------ | ------------ | ------------ |
| Ondrej Porkert | Ski half-pipe hommes | 41,50         | 47,50         | 11            | Non qualifié | Non qualifié | Non qualifié | Non qualifié | Non qualifié | Non qualifié |
| Ondrej Porkert | Slopestyle hommes    | 46,00         | 69,50         | 6 Q           |              |              |              | 24,25        | 75,50        | 8            |

Femme
| Athlète           | Épreuve              | Qualification | Qualification | Qualification | Demi-finale | Demi-finale | Demi-finale | Finale        | Finale        | Finale        |
| Athlète           | Épreuve              | Manche 1      | Manche 2      | Rang          | Manche 1    | Manche 2    | Rang        | Manche 1      | Manche 2      | Rang          |
| ----------------- | -------------------- | ------------- | ------------- | ------------- | ----------- | ----------- | ----------- | ------------- | ------------- | ------------- |
| Diana Augustinova | Ski half-pipe femmes | 41,00         | 43,25         | 9 q           | 47,75       | 43,75       | 6           | Non qualifiée | Non qualifiée | Non qualifiée |
| Diana Augustinova | Slopestyle femmes    | 48 s 50       | 47 s 00       | 12            |             |             |             | Non qualifiée | Non qualifiée | Non qualifiée |

### Patinage de vitesse
La République tchèque a qualifié une femme en patinage de vitesse.
Femme
| Athlète          | Épreuve           | Course 1 | Course 2 | Total   | Rang |
| ---------------- | ----------------- | -------- | -------- | ------- | ---- |
| Nikol Zdrahalova | 500 mètres femmes | 44 s 97  | 44 s 86  | 89 s 83 | 8    |

## article connexe
- République tchèque aux Jeux olympiques d'été de 2012